# James W. Huffman

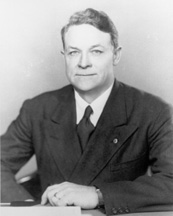
James W. Huffman

James Wylie Huffman (* 13. September 1894 in Chandlersville, Ohio; † 20. Mai 1980 in Pickerington, Ohio) war ein US-amerikanischer Politiker für die Demokraten aus Ohio.
Huffman diente während des Ersten Weltkrieges in der Army. Nach dem Krieg begann er ein Studium in Rechtswissenschaften an der University of Chicago und machte 1922 seinen Abschluss. Danach begann er mit der Ausübung der Anwaltstätigkeit in Chicago (Illinois). Ein Jahr später kehrte er nach Ohio zurück. Dort arbeitete er von 1924 bis 1926 als Generalsekretär des Gouverneurs. Ab 1927 arbeitete er zwei Jahre in der Public Utilities Commission of Ohio.
1944 kandidierte er für die Nominierung als Kandidat der Demokraten für den Posten des Gouverneurs von Ohio, wurde bei der Wahl aber nur an die dritte Stelle gewählt. Nachdem er in verschiedenen Positionen innerhalb der Regierung von Ohio gearbeitet hatte, wurde er dazu bestimmt den frei gewordenen Sitz von Harold Hitz Burton im US-Senat einzunehmen. In dieser Position diente er lediglich von 1945 bis 1946. Per Nachwahl wurde ein Nachfolger für ihn gewählt, der bis zum Ende der Legislaturperiode den Sitz innehaben sollte.